# 1997 في المغرب
تحتوي هذه المقالة على أهم الأحداث التي شهدتها المغرب في 1997، إضافة إلى أهم الشخصيات المغربية المولودة والمتوفية في هذه السنة.

## الحكم
- الملك: الحسن الثاني
- رئيس الحكومة: عبد اللطيف الفيلالي
- وزير الداخلية: إدريس البصري

## أحداث
- 10 يناير – فُتح البث المجاني لقناة 2M، عُرضت القناة لأول مرة للجميع على الصعيد الوطني مجانا محدثة ثورة في عالم التلفزيون المغربي والمغاربي.
- 22 مايو – قرار مجلس الأمن التابع للأمم المتحدة رقم 1108 بخصوص قضية الصحراء الغربية المتنازع عليها بين المسلمين.
- 7 سبتمبر – دفن موبوتو سيسي سيكو رئيس دولة زائير في الرباط العاصمة بعد وفاته بمرض السرطان.[1]
- 14 نوفمبر – الانتخابات التشريعية المغربية 1997
- تأسس المتحف اليهودي المغربي.
- تأسس حزب جبهة القوى الديمقراطية.
- تأسست جريدة لو جورنال إبدومادير (بالفرنسية: Le Journal Hebdomadaire).
- تأسس متحف مراكش.
- تأسس مهرجان لموسيقى كناوة في مدينة الصويرة.[2]

### تعيين في المنصب
- 14 نوفمبر – سعد الدين العثماني عضو مجلس النواب المغربي.

## رياضة
- فاز نادي الرجاء البيضاوي بــ البطولة - الدوري المغربي لكرة القدم 1996–1997.
- فاز نادي الوداد الرياضي بــ كأس العرش 1997.
- 27 فبراير / 3 مارس – إنهزم نادي نادي أولمبيك خريبكة المغربي أمام النادي الأهلي المصري في نهائي كأس السوبر العربي 1997.
- 5 أبريل – فاز المغرب بـبطولة أفريقيا لكرة القدم للشباب 1997 بعد تغلبه على جنوب أفريقيا 1–0.
- تتويج المنتخب المغربي للشبان سنة 1997 بكأس أمم إفريقيا.

## كـتب
- كتاب : الباحة والسنديان، المؤلف : العياشي أبو الشتاء.
- كتاب : أصحاب السعادة، المؤلف : عبد الرفيع جواهري.
- كتاب : الناس والسلطة، المؤلف : حسن نجمي.
- كتاب : عبد الكريم الخطابي حرب الريف والرأي العالمي، المؤلف : الطيب بوتبقالت.
- كتاب : هاجس التغيير الديمقراطي، المؤلف : عبد القادر العلمي.
- كتاب : عودة حي بن يقضان ، المؤلف : المهدي بن عبود.
- كتاب : أوهام المثقفين ، المؤلف : محمد الدغمومي.
- كتاب : حقوق الإنسان والديمقراطية، المؤلف : محمد سبيلا.
- كتاب : في الغمة المغربية - المؤلف : بنسالم حميش.
- كتاب : المقاومة الريفية -- المؤلف : محمد خرشيش.
- كتاب : المخدرات في المغرب وفي العالم - المؤلف : محمد أديب السلاوي.
- كتاب : هل دقت ساعة الإصلاح..؟- المؤلف : محمد أديب السلاوي.

## أفلام
- أوشتام (فيلم)
- عبروا في صمت (فيلم)
- مكتوب (فيلم)
- نساء... ونساء (فيلم)
- في بيت أبي (فيلم مغربي)
- كنوز الأطلس (فيلم)

## مسلسلات
- طريق المجهول (مسلسل مغربي)
- ذئاب في دائرة (مسلسل مغربي)
- دنيا (مسلسل مغربي)

## موسيقى
- 25 فبراير 1997 – قدمت الأوركسترا الفيلارمونية للمغرب أول حفل موسيقي لها.[3]

## مواليد

### مارس
- 11 مارس – لينا قسطال لاعبة كرة مضرب مغربية.

### يونيو
- 1 يونيو – يوسف النصيري لاعب كرة قدم مغربي.

### يوليو
- 23 يوليو – محمد خلدان لاعب كرة قدم مغربي.
- 28 يوليو – بلال ولد شيخ لاعب كرة قدم هولندي/مغربي.

### أكتوبر
- 20 أكتوبر – بدر غدارين لاعب كرة قدم مغربي.
- 21 أكتوبر – حمزة منديل لاعب كرة قدم مغربي.

## وفيات
- يحيى الكوراري، إعلامي إذاعي مغربي.

- 7 فبراير– العربي باطما، فنان مغني مغربي (48سنة).
- 24 فبراير – عبد الرحمن بنموسى، من أعلام القراءة والتجويد في المغرب (89سنة).
- 13 أغسطس – علي يعتة، سياسي مغربي (76سنة).